# Burg Sonderbuch
Die Burg Sonderbuch, auch einfach Schlossberg genannt, ist eine abgegangene Höhenburg auf einem 675 m ü. NN hohen Burghügel, dem „Schlossberg“ südöstlich von Sonderbuch, einem Ortsteil der Gemeinde Zwiefalten im Landkreis Reutlingen in Baden-Württemberg.
Die Burg wurde im 11. Jahrhundert von den Herren von Sonderbuch erbaut, 1100 erwähnt und im 13. Jahrhundert zerstört. Von der ehemaligen Burganlage sind noch der Burghügel, Wall- und Grabenreste erhalten.
Der „Schlossberg Sonderbuch“ ist heute ein Naturdenkmal.